# Transport à Calgary
La ville de Calgary, Alberta, a un grand réseau de transport qui englobe une variété de routes, chemins ferroviaires, transports aériens, transports publics, et d'infrastructures pour piétons. Calgary est aussi un centre canadien de transportation majeur et un centre de cargaison central pour l'export et l'import de marchandises dans le nord-ouest de l'Amérique du Nord. La ville est située à la jonction du système d'autoroute "CANAMEX" et de la route transcanadienne (Autoroute 1 en Alberta).
Comme ville des prairies, Calgary n'a jamais eu d'obstacles pour son agrandissement. Ceci a permis à la ville de devenir une ville avec une aire de 745 km2 (288 mi2) (où seulement la moitié de cette aire est bâtie en montant) et une aire métropolitaine d'environ 5 100 km2 (2 000 mi2). Cet agrandissement vers l'extérieur a encouragé le développement d'un réseau routier orienté pour l'utilisation de véhicules personnels qui contient également un système d'autoroute.
Depuis 1981, quand la ville a officiellement ouvert sa première jambe de son système de Métro C-Train, l'emphase sur le transport public comme une alternative aux véhicules personnels est devenu très important. Le C-Train a maintenant un nombre d'usager plus nombreux que celui de n'importe quel autre système de métro léger dans les villes Nords Américaines avec 309 900 embarquement durant les jours de la semaine. Le cyclisme est aussi une alternative majeure à la conduite à Calgary. Dans les années récentes, l'augmentation en population et en densité dans les quartiers du centre-ville tel que Beltline ont également favorisée la marche pour se rendre d'un point à l'autre.

## Transport public
Le système de transport public primaire à Calgary est opéré par Calgary Transit. Le service opère seulement à l'intérieur des limites de la ville de Calgary et ne fournit pas du service aux autres communautés dans la région de Calgary. Certaines des communautés à l'intérieur de l'aire métropolitaine de Calgary fournissent leur propre service de transit (par exemple Airdrie Transit). Calgary Transit est une propriété de la Ville de Calgary et est également maintenue par celle-ci.

### Métro léger

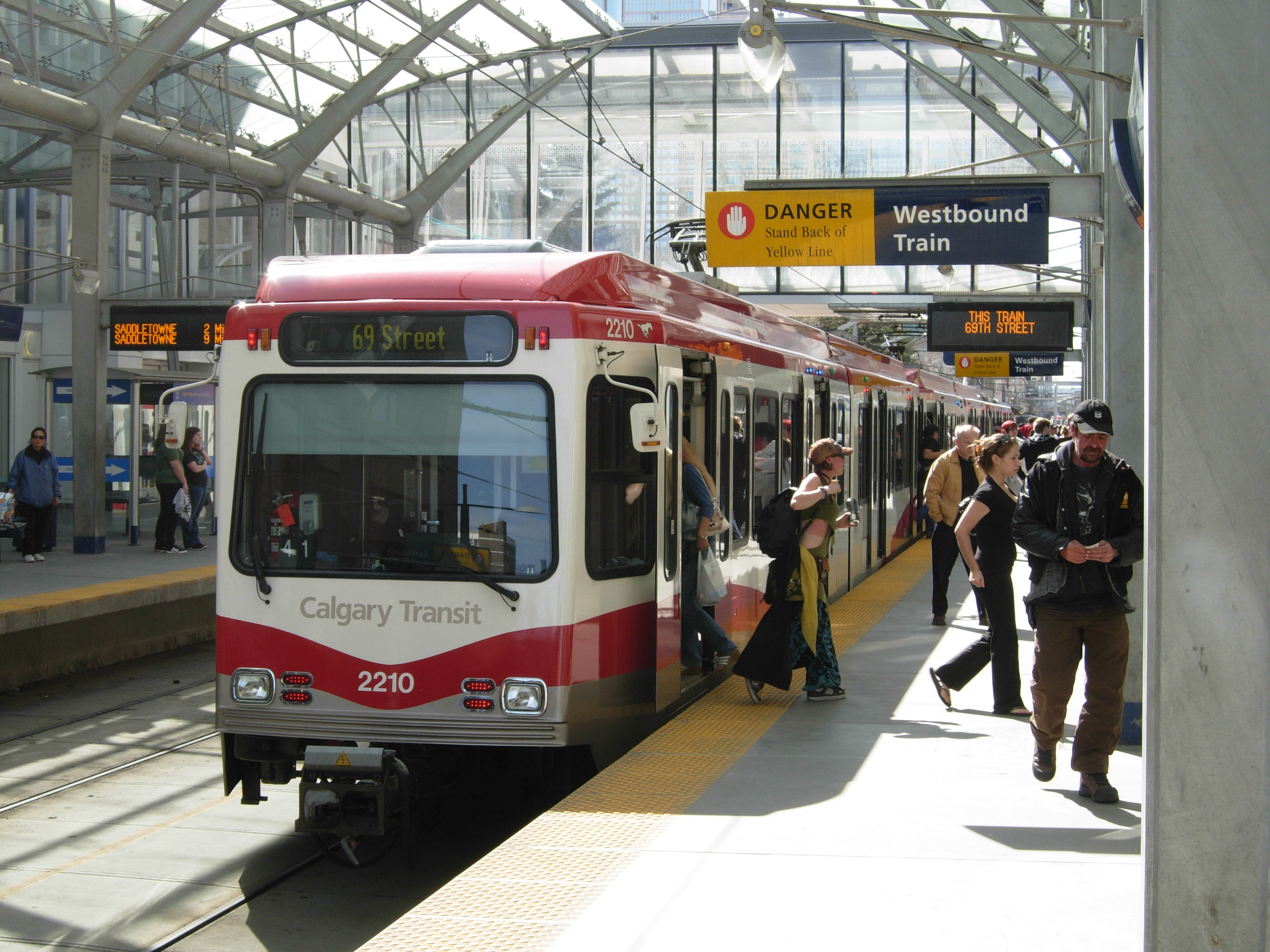
C-Train à la station City Hall

Le système de transit à métro léger (LRT en anglais), aussi connus sous le nom de C-Train, est composée de voies ferroviaires d'une longueur de 48,5 km (36,4 mi) qui connectent 45 stations et était l'un de ses premiers système en Amérique du Nord. Jusqu'à très récemment, Calgary et Edmonton étaient les seules 2 villes en Amérique du Nord avec une population d'en dessous d'un million qui opéraient un système à transit rapide massif.
La ligne de la station Saddletowne-69e Rue (Route 202) sert l'ouest, le centre-ville, et le nord-est de la ville, tandis que la ligne entre la station Tuscany et la station Somerset-Bridlewood (Route 201) court entre le nord-ouest et le sud de Calgary en utilisant le corridor transit-seulement de la 7e Avenue Sud. Le voyage entre les stations le long de la 7e Avenue dans le centre-ville est gratuit. Unique au C-Train, l'électricité est complètement générée par le vent et ne produit pas d'émissions Une extension à la Route 202 a été construite récemment pour servir les communautés au sud-ouest à l'ouest du centre-ville. Le projet s'appelle WestLRT et a été complété en décembre 2012.

### Autobus
Calgary Transit a également un réseau d'autobus, avec des routes qui s'étendent à travers toute la ville. Le système a gagné plusieurs prix grâce à son efficacité et sa responsabilité environnementale. Il est constitué de plus de 160 routes d'autobus et de 4 lignes C-Train (2 routes), s'étendent pour plus de 4 500 km (2 800 mi).

## Routes et Rues

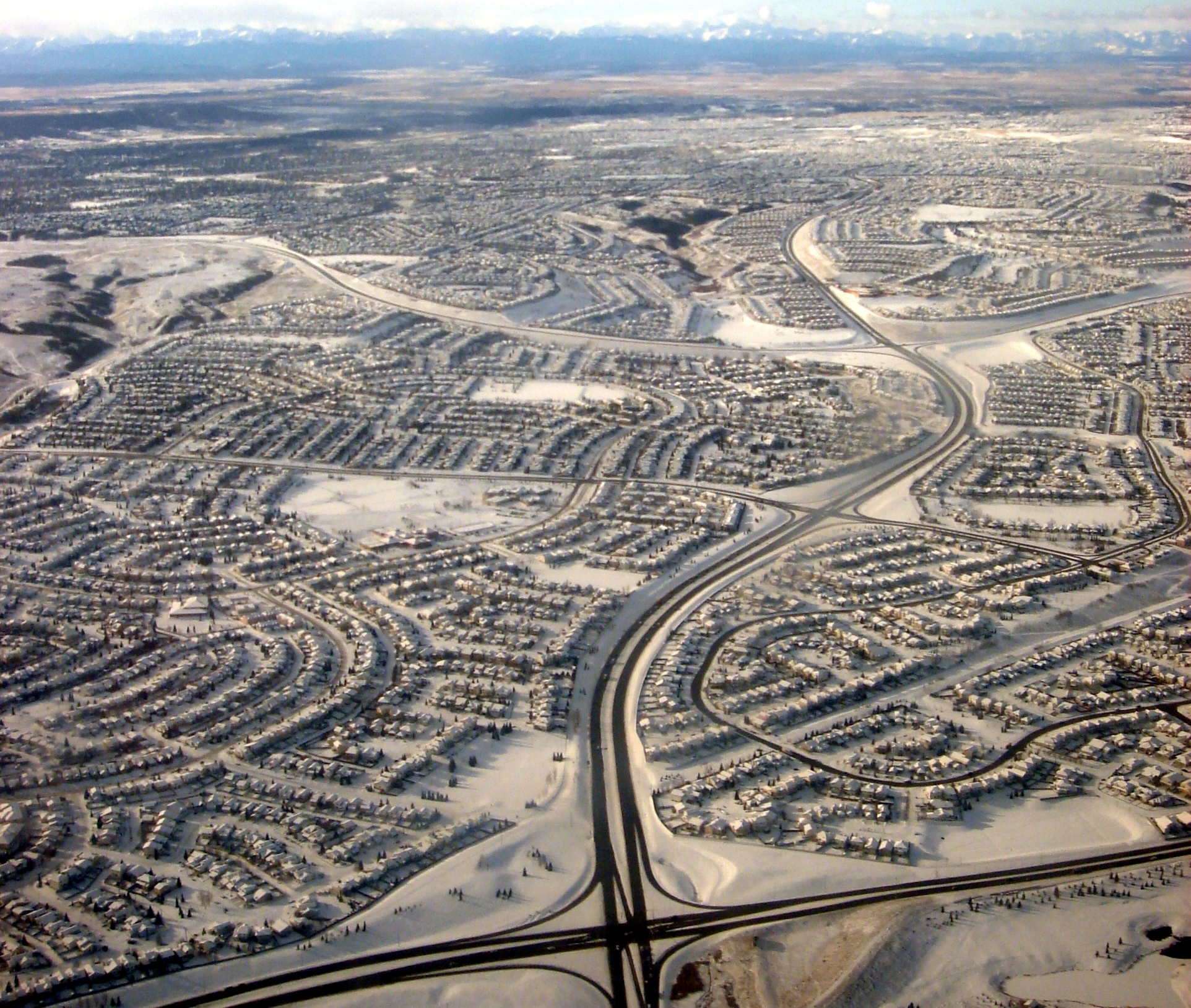
L'intersection de Country Hills Boulevard et Beddington Trail à Sandstone Valley, Calgary.

Calgary a un réseau de routes très vaste. Les petites routes sont supplémentées par des routes artérielles majeures, des voies rapides, et des voies libres. La plus grande de ceux-ci est la Deerfoot Trail. La majorité des voies rapides et des voies libres sont nommées Trails, incluant aussi certaines des routes artérielles principales qui ne correspondent pas au réseau numéroté. L'utilisation du nom Trail pour décrire des autoroutes majeures est le résultat du développement des sentiers des pionniers en autoroutes. Les noms des sentiers originaux sont dérivées des endroits où ses sentiers allaient; par exemple, la Edmonton Trail (qui faisait anciennement partie de la Calgary et Edmonton Trail), la (Fort) Macleod Trail, et la Banff Trail (qui combiné avec la 24e Rue W a plus tard été renommée Crowchild Trail). Les voies rapides développées plus récemment ont reçu le sobriquet de Trail et ont été nommées d'après des individus importants dans l'histoire de Calgary (Crowchild Trail, Marquis of Lorne Trail), des groupes indigènes (Stoney Trail, Sarcee Trail, Blackfoot Trail) ou après leur destination (Airport Trail). Il y a quelques exceptions à cette règle où quelques routes résidentielles ont aussi le sobriquet Trail, tel que la Morley Trail.
Des plans provenant des années 1950 et 1960 qui aurait vu un système de voies rapides plus étendu avec des voies libres élevées ont largement été abandonnées en faveur de la tendance de réduire l'emphase sur les routes pour, au lieu, augmenter l'infrastructure pour le transport public dans les villes Nord Américaines.
Les trottoirs aux intersections à l'extérieur du cœur du centre-ville sont souvent étampées avec le nom de la rue perpendiculaire, surtout dans les districts plus âgés. Puisque ceux-ci étaient estampés par des employées de la municipalité, qui n'étaient pas souvent capables de lire ou d'écrire, certaines rues ont des fautes d'orthographe et d'autres ont des lettres au mauvais endroit.

### Organisation

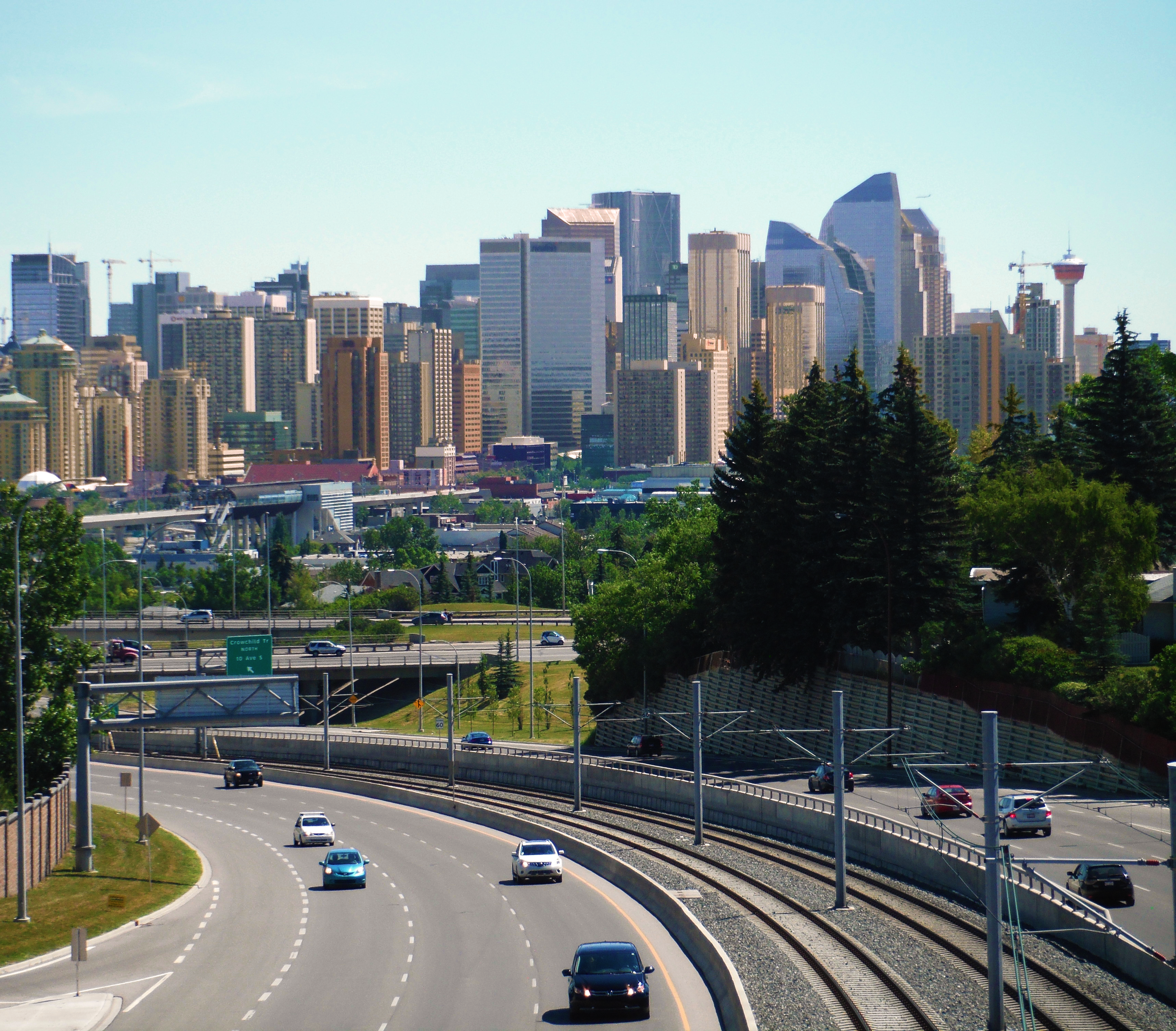
Bow Trail en direction est vers le centre-ville

Traditionnellement les routes de Calgary étaient bâties sous un système de grille. Originellement, les rues et les avenues étaient nommées, mais après 1904, elles étaient numérotées Aujourd'huis, les rues numérotés (qui vont du nord vers le sud) et les avenues (qui vont de l'est vers l'ouest) dominent la ville, cependant les noms semblent revenir. La ville est divisée en 4 quadrants: Nord-Est, Nord-Ouest, Sud-Est, et Sud-Ouest, et tous les noms de rues et les addresses finissent avec un suffixe qui correspond au quadrant de la ville dans lequel ils sont adresses (NW, NE, SE ou SW). Le point central du système en quadrant et le Pont Centre Street, avec la Rue Centre et l'Avenue Centre formant la frontière (bien que le point varie donc pour la plupart de la portion sud, la Macleod Trail est la frontière, sauf près du Chinook Centre où la Macleod Trail fait un coude vers l'est; dans la portion ouest, la Bow River d'habitude démarque la frontière). Les routes dans les endroits qui sont principalement composés de banlieues résidentielles, les voies rapides, et les voies libres ne suivent généralement pas le système de quadrillage et, d'habitude, ne sont pas numérotés (bien que certaines routes de banlieue sont numérotées si elles suivent le quadrillage).
Les lignes principales sur le quadrillage sont généralement distribuées à un intervalle d'environ 1,6 km (1 mi) où il y a une route artérielle (ou une voie rapide) de présent (sur des anciennes routes de canton et chemins de concession). Elles sont [Quoi ?] à peu près aux rues et avenues suivantes (mais pas toujours nommées ainsi):
- Avenues au nord du centre-ville : 16e, 32e, 48e, 64e, 80e, 96e, 112e, 128e, 144e
- Avenues au sud du centre-ville: 17e, 34e, 50e, 66e, 82e, 90e, 114e, 130e, 146e, 162e, 178e, 194e
- Rues à l'est du centre-ville : 6e, 15e, 24e, 36e, 52e, 68e, 84e
- Rues à l'ouest du centre-ville : 14e, 24e, 37e, 53e, 69e, 85e, 101e, 117e

Une des excentricités du numérotage c'est qu'il était prévu pour les adresses sur les rues numérotées de commencer à 100 (et non 0) à la Rue Centre et à l'Avenue Centre et de bouger vers l'extérieur en conséquence. Par exemple, 545 16e Avenue NW est située entre la 4e et la 5e Rue NW. Il y a plusieurs violations comme celle-ci, cependant, surtout dans les banlieues. Les adresses avec les plus grands numéros peuvent être trouvées sur les rues nord-sud dans les banlieues les plus au sud, où elle approche les 20 000.

### Routes majeures
- 4e Avenue S / 5e Avenue S
- 6e Avenue S / 9e Avenue S
- 14e Rue W

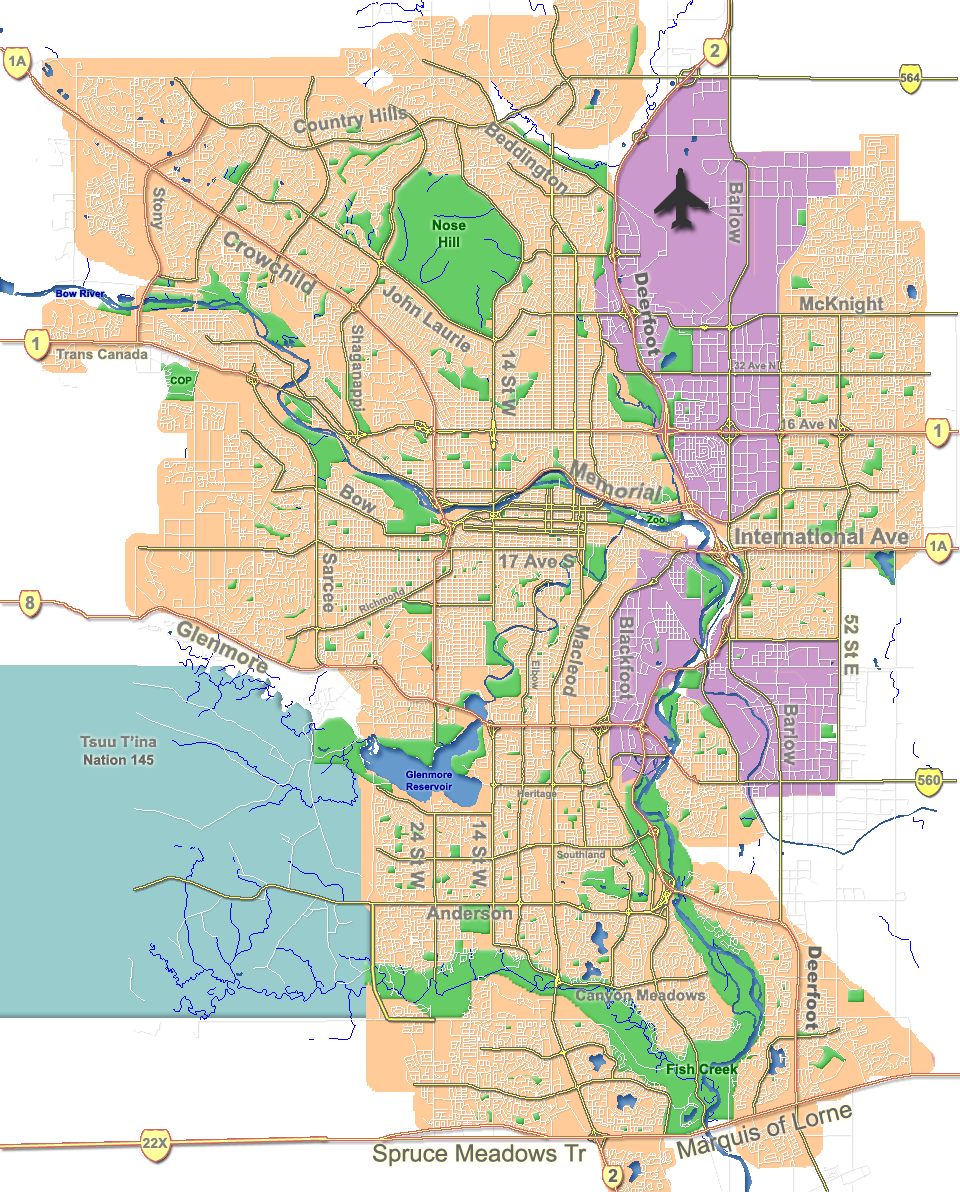
Réseau routier de Calgary

- 16e Avenue N (Autoroute 1 / Route transcanadienne)
- 17e Avenue SE
- 17e Avenue SW
- 32e Avenue N
- 36e Rue E (devient la Métis Trail au nord de McKnight Boulevard)
- 52e Rue E (devient la Falconridge Boulevard au nord de McKnight Boulevard)
- Route Anderson
- Barlow Trail
- Beddington Trail (devient la Route Symons Valley au nord de Stoney Trail)
- Blackfoot Trail
- Bow Trail
- Rue Centre (devient la Harvest Hill Boulevard au nord de Beddington Trail)
- Country Hills Boulevard
- Crowchild Trail (Autoroute 1A - partiellement)
- Deerfoot Trail (Autoroute 2)
- Edmonton Trail
- Elbow Drive
- Glenmore Trail (Autoroute 8 - partiellement)
- Heritage Drive
- John Laurie Boulevard
- Macleod Trail (Autoroute 2A - partiellement)
- McKnight Boulevard
- Memorial Drive
- Sarcee Trail
- Shaganappi Trail
- Stoney Trail (Autoroute 201)
- Southland Drive

### Réseau de route squelettique

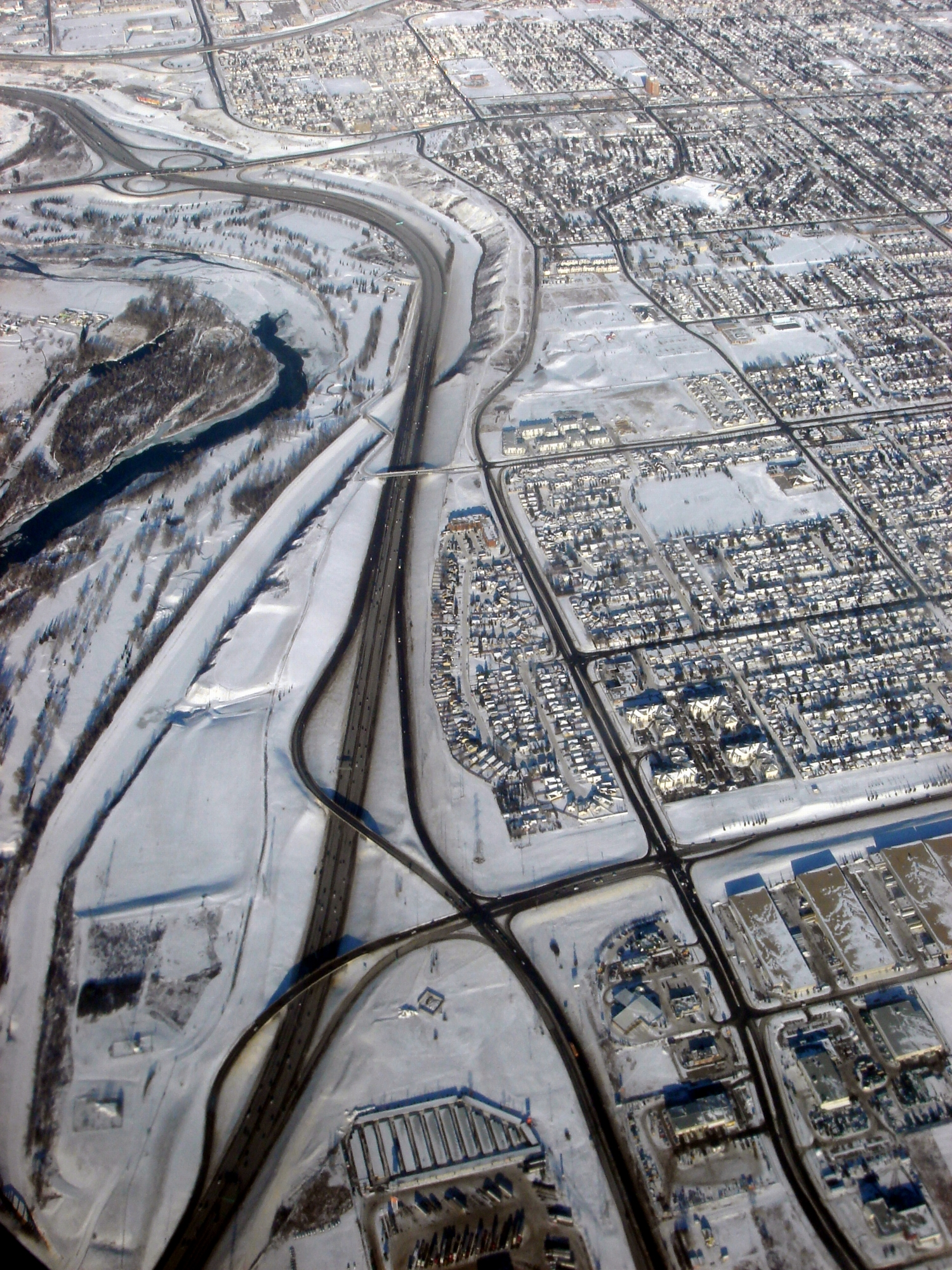
Échangeur Deerfoot Peigan Trail.

La ville de Calgary a désigné des corridors majeurs pour permettre une bonne fluidité en voyageant à travers la ville. Avec une exception (la portion centrale de la 16e Avenue), elles seront toutes changées en des voies libres si elles ne le sont pas déjà.
Routes désignées comme corridors nord-sud, de l'est à l'ouest sont:
- Deerfoot Trail
- Crowchild Trail-Glenmore Trail-14e Rue-Route Anderson-Macleod Trail
- Stoney Trail-Route transcanadienne|Autoroute 1|16e Avenue NW-Sarcee Trail

Routes désignées comme corridors est-ouest du sud vers le nord sont:
- Autoroute 8-Glenmore Trail
- Route transcanadienne (16e Avenue N)
- Stoney Trail

## Air
L'Aéroport international de Calgary (Code OACI CYYC, Code AITA YYC) est le seul aéroport international dans la Région de Calgary et une des deux dans la province. L'aéroport est la base principale et le plus grand centre pour WestJet Airlines, et agit comme un centre pour Air Canada. L'aéroport a environ 20 compagnies aériennes qui ont des vols réguliers en direction de l'aéroport ou en direction hors de l'aéroport. L'aéroport est également un centre majeur pour plusieurs compagnies aériennes de livraisons, incluant DHL, FedEx, Purolator, et United Parcel Service.
L'aéroport connecte l'Ouest canadien avec des vols sans-arrêts vers l'Est du Canada, 18 villes américaines majeures, et certaines destinations dans les Caraïbes et au Mexique. L'aéroport de Calgary a également un service régulier vers London, Frankfurt, Amsterdam, la Ville de Mexico et Tokyo.
L'aéroport international de Calgary est le quatrième aéroport le plus fréquenté au Canada après l'Aéroport international Pearson de Toronto, l'aéroport international de Vancouver, et l'aéroport international Pierre-Elliott-Trudeau de Montréal. En 2008, il a servi plus de 12,5 millions de passagers et est prévu de servir ce nombre pour plusieurs années.
Le deuxième aéroport à Calgary, l'aéroport Calgary/Springbank, est situé à l'ouest de la banlieue de Springbank, et s'occupe de la majorité des vols privés, et est un soulagement pour l'aéroport principal tout en étant le onzième aéroport le plus occupé au Canada pour les mouvements aériens.

## Autobus

### Interurbain
Le service d'autobus à partir de Calgary ou de l'aéroport international de Calgary et au nord de Red Deer et d'Edmonton est fourni par Canada Greyhound, Red Arrow, et Ebus. Certains départs ramassent des passagers à l'aéroport de Calgary. Au sud de Lethbridge il y a Greyhound, LA Shuttle, et Red Arrow. La route de Calgary jusqu'à Medicine Hat et fourni par Greyhound, J&L Shuttle de Medicine Hat et Prairie Sprinter Shuttle de Medicine Hat. Greyhound fourni du service à l'ouest de la Colombie-Britannique. Banff Airporter et Brewster fournissent du service entre l'aéroport de Calgary et Banff. Brewster fourni également du service à Lake Louise et Jasper. Le voyage vers le Montana aux États-Unis est un service par van affrété fourni par Airport Shuttle Express de Calgary et va également vers le parc Waterton, Fernie et d'autres lieux de vacances en Alberta, en Colombie-Britannique et au Montana. À partir du 31 octobre, 2018 Canada Greyhound annulera tout service dans l'ouest canadien, ce qui inclut Calgary, à cause d'un manque de clients.

### Régional
On-It Regional Transit fournit du service par autobus aux usagers des villes qui entourent Calgary. Du service aux usagers est aussi fourni à Cochrane, Okotoks, et High River. On-It fourni également du service durant les fins de semaines d'été et les jours fériés à Canmore et Banff.

## Rail

### Rail pour passagers
Calgary est également la plus grande ville canadienne qui n'a pas de service pour passager interurbain puisque tous les services Via Rail vers la ville ont été annulés à la fin des années 1980 et au début des années 1990 par le gouvernement conservateur. Des tournées sur rail par le Pacifique Canadien Royal servent Calgary à partir de l'ancienne Station Via Rail ; la compagnie Rocky Mountaineer a sorti il y a quelques années et aujourd'hui n'opère qu'à l'ouest de Banff.

### Cargaison
Calgary a quatre lignes principales Canadien Pacifique et CN qui traversent la ville, en plus des lignes fournisseuse qui vont à travers les divers parcs industriels dans la partie est de la ville. Une des structures de rail à Calgary est le Chantier CPR Alyth, où plusieurs de ces lignes fournisseuse se rejoignent pour se connecter aux lignes principales.

## Bicyclette et piétons
La ville de Calgary maintient aussi un réseau de sentiers pavés à usages multiples (pour les bicyclettes, les patins à roulettes et pour le jogging). Le réseau de sentiers à Calgary est l'un des plus étendus en Amérique du Nord et elle s'étend sur 900 km (560 mi). Il y a aussi environ 345 km (214 mi) de routes signalées sur la route pour les bicyclettes. Les sentiers rejoignent plusieurs des parcs de la ville, des vallées de la rivière, des quartiers résidentiels, et le centre-ville. Les Calgariens utilisent les sentiers tout le long de l'année pour la marche, la course et le cyclisme vers divers destinations. En juin 2013, des inondations ont détruit une grande partie du réseau (ainsi que plusieurs ponts pédestres) le long de la Rivière Elbow et de la Rivière Bow. La plupart des réparations ont été complétées.
Le système de sentiers pédestres ou de route surélevée dans le centre-ville de Calgary (connu sous le nom de système +15) est le plus étendu au monde. Ces sentiers pédestres ne font pas que connecter des édifices, mais contiennent aussi des restaurants, des magasins, des services (notamment une grande partie du Centre de magasinage The Core). Le système a une longueur de 16 km (9,9 mi).

## Sites externes
- City of Calgary: Transportation Planning
- Calgary Transit
- Calgary International Airport
- Canadian Pacific Railway